# Manoir de Pommereux
Le manoir de Pommereux est une demeure de la fin du XVe siècle qui se dresse sur le territoire de la commune française de Montgaroult dans le département de l'Orne, en région Normandie. L'édifice est totalement protégé au titre des monuments historiques.

## Localisation
Le manoir est situé, à moins d'1 km au bord de la route d'Argentan à Putanges, à l'est de la commune de Montgaroult, dans le département français de l'Orne.

## Historique
Le manoir est construit, vers 1500, par Robert II Guyon « seigneur de Pommereux en Montgaroult » (1440-1515), et Alix Terrée de La Lande, et remanié au XVIe siècle.
Il a été sauvé de la ruine à la suite de travaux d'urgence entrepris en 1967, couronnés par un prix « Chefs-d'œuvre en péril ».

## Description
Le logis en pierres blanches, à plan rectangulaire, construit à la fin du XVe siècle, vraisemblablement sur les vestiges d'une gentilhommière du XIIIe siècle[réf. nécessaire].
Il est flanqué d'un côté d'une tour à six pans, abritant dans sa partie supérieure une chapelle castrale domestique gothique voûtée, à six pignons chargés de choux frisés, accostée d'une tourelle en encorbellement.

## Protection
Au titre des monuments historiques :
- le manoir sauf parties classées est inscrit par arrêté du 2 novembre 1926 ;
- les façades et toitures du manoir sont classées par arrêté du 4 août 1970.